# Aleksandras Abišala
Aleksandras Abišala (ur. 28 grudnia 1955 w Incie) – litewski polityk, inżynier i przedsiębiorca, od lipca do grudnia 1992 premier Litwy.

## Życiorys
Ukończył w 1978 studia z zakresu fizyki na Uniwersytecie Wileńskim. Po ukończeniu studiów przez dwa lata służył w Armii Radzieckiej. Na początku lat 80. pracował jako inżynier w Kowieńskim Instytucie Politechnicznym, a od 1981 jako naczelny inżynier w Instytucie Naukowo-Badawczym Pomiarów Radiowych.
W 1988 zaangażował się w działalność niepodległościowego ruchu Sąjūdis. W lutym 1990 został członkiem Rady Najwyższej Litewskiej SRR, należał do sygnatariuszy Aktu Przywrócenia Państwa Litewskiego z 11 marca 1990. W 1991 objął stanowisko ministra bez teki. Od 21 lipca do 2 grudnia 1992 sprawował urząd premiera.
W tym samym roku wycofał się z działalności politycznej. W 1993 zaczął prowadzić prywatną firmę konsultingową (pod nazwą „A. Abišala ir partneriai. Konsultacinė firma”).